# Anne-Catherine Beck

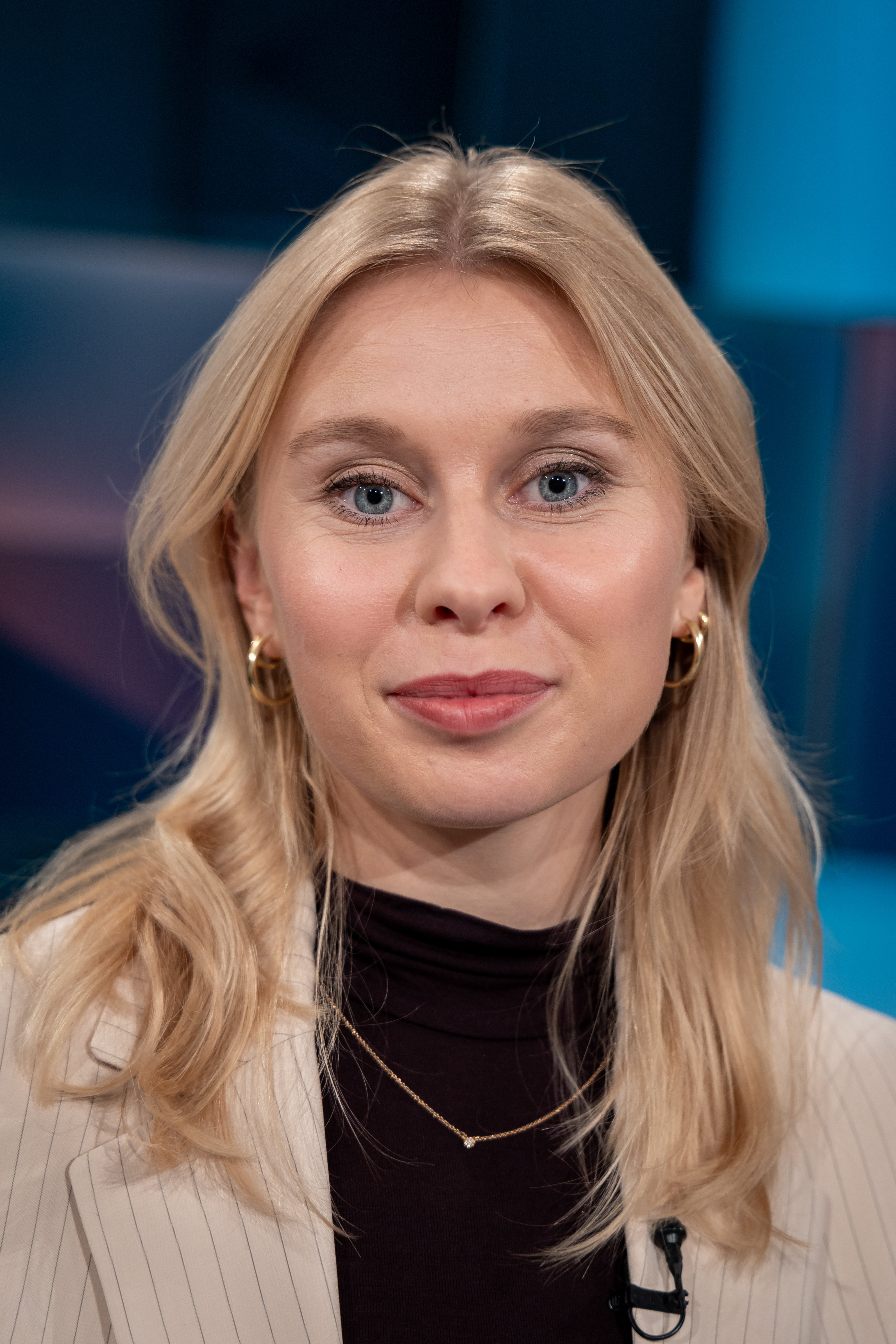
Beck in der WDR-Sendung hart aber fair (2025)

Anne-Catherine Beck (* 1996) ist eine deutsche Journalistin und Fernsehmoderatorin. Seit 2020 arbeitet sie für die ARD-Finanzredaktion und berichtet regelmäßig von der Frankfurter Wertpapierbörse. Mit 27 Jahren wurde sie die jüngste Moderatorin im Team der Das-Erste-Sendung Wirtschaft vor acht.
In ihrer Rolle als Börsenreporterin tritt sie regelmäßig in Formaten wie der Tagesschau und dem Morgenmagazin auf. Zudem moderiert sie die Sendung Update Wirtschaft auf tagesschau24, in der sie Interviews mit Experten aus der Finanz- und Wirtschaftswelt führt.
Beck ist Komitee-Mitglied der Schwedischen Handelskammer.